# Cristidorsa
Cristidorsa — рід ігуаноподібних ящірок родини агамових (Agamidae). Представники цього роду мешкають в Індії і М'янмі. Раніше їх відносили до роду Japalura, однак за результатами філогенетичного дослідження 2018 року вони були переведені до новоствореного роду Cristidorsa.

## Види
Рід Cristidorsa нараховує 2 види:
- Cristidorsa otai (Mahony, 2009)
- Cristidorsa planidorsata (Jerdon, 1870)

## Етимологія
Наукова назва роду Cristidorsa походить від сполучення слів лат. crista — гребінь і dorsum — спина, хребет.